# Vuelo 105 de Britannia Airways
El vuelo 105 de Britannia Airways (BY 105) fue un vuelo chárter turístico internacional desde el aeropuerto de Londres-Luton para un vuelo al aeropuerto de Ljubljana Brnik (hoy aeropuerto de Ljubljana Jože Pučnik). Los pasajeros eran principalmente británicos, la mayoría de ellos iban de vacaciones a Yugoslavia. El vuelo fue operado por una aeronave Bristol Tipo 175 Britannia, matrícula G-ANBB. La aeronave despegó de Luton a las 21:10 horas GMT del 31 de agosto de 1966, con 110 pasajeros y 7 tripulantes a bordo. Luego de un vuelo en ruta sin incidentes, se perdió contacto radar a las 00:47 horas hora local del 1 de septiembre (23:47 horas GMT del 31 de agosto) durante la aproximación final a la pista (RWY) 31. La aeronave chocó contra árboles en el bosque del pueblo de Nasovče, 2,8 km al sureste del umbral de la RWY 31 y 0,7 km al norte de la prolongación del eje de la pista (ver Fig. 2), en condiciones meteorológicas visuales (VMC). 98 de los 117 pasajeros y tripulantes murieron en el accidente.
El motivo citado del accidente en el parte oficial fue un mal ajuste del altímetro.
Este es el peor accidente aéreo que jamás haya ocurrido en Eslovenia actualmente y de Yugoslavia en su tiempo hasta la Colisión aérea en Zagreb de 1976 con 176 fallecidos.

## Aeronave y Tripulación
El avión Bristol 175 Britannia 102 fue una serie de aviones producidos para BOAC. Tenía una propulsión de 4 motores turbohélice y podía transportar 139 pasajeros y tripulantes. La aeronave involucrada en el accidente fue fabricada en 1954, número de serie 12903, matrícula G-ANBB, y tenía un total de 18444 horas de fuselaje con 5380 ciclos. La aeronave no estaba equipada con un registrador de datos de vuelo ya que no era obligatorio en ese momento.
No hay detalles disponibles públicamente sobre la tripulación.

## Accidente
Tras sobrevolar Klagenfurt, la tripulación se puso en contacto con el Control de Tráfico Aéreo (ATC) de Ljubljana. El ATC proporcionó a la tripulación información meteorológica y otra información necesaria: "El viento está en calma, la visibilidad es de 5 kilómetros, se está formando niebla superficial sobre la pista ahora, nubes 2/8 estratocúmulos 1800 metros, QNH 1011, QFE 968 milibares (mb). Temperatura 10 y el punto de rocío también 10 grados. La pista será 31. Después de que Dolsko haga un patrón a la izquierda, descienda a 4500 por QNH, informe de entrada".
La tripulación acusó recibo de la información. Cuando el piloto preguntó al ATC si el Sistema de Aterrizaje por Instrumentos (ILS) estaba funcionando, el ATC respondió que tenía contacto por radar con la aeronave cuando se encontraba a 20 NM al sureste del aeropuerto y aconsejó a la tripulación que hiciera una aproximación ILS a la RWY 31 y que Informe después de descender a 4500 pies por presión QNH .
La tripulación reconoció, informó que estaban a 4500 pies y llamaría sobre el VOR de Dolsko entrante para el marcador exterior y preguntó nuevamente si el ILS estaba en servicio. El ATC respondió afirmativamente, añadiendo que el ILS funcionaba con normalidad.
ATC dio entonces la posición "a través de Dol" y tras ser reconocida por la tripulación, preguntó si tenían contacto visual con la pista. La tripulación confirmó que tuvieron contacto visual. Luego, la tripulación informó haber pasado el VOR de Dolsko, continuando y descendiendo hacia la RWY 31. ATC reconoció esta información, solicitó a la tripulación que "verificara la pista final 31" y le dio a la aeronave su posición a 7 NM de la toma de contacto en la línea central. 3300 ft, y repitió "check final para pista 31".La tripulación acusó recibo de este mensaje y 1:30 minutos después informó que había pasado la baliza exterior de entrada. El ATC autorizó el aterrizaje y avisó que las luces de aproximación y de pista estaban puestas a máxima intensidad. Luego dejó la consola de radar y se dirigió a la consola de control de luces, mirando al mismo tiempo hacia la aproximación y la pista. No podía ver la aeronave, pero las luces de aproximación y de pista eran claramente visibles. En ese momento, la tripulación solicitó asistencia radar. El ATC volvió a la consola de radar y comenzó a proporcionarles información de radar. Tras indicar a la tripulación dos posiciones de la aeronave de 3,5 NM y 2 NM desde la toma, observó en el radar que la aeronave se desviaba a la derecha de la trayectoria de planeo de aproximación e indicó a la tripulación que corrigiera el rumbo 3° a la izquierda. Al observar que la aeronave no hacía ninguna corrección, ATC informó a la tripulación que su posición estaba a 1,5 NM de la toma de contacto y preguntó al piloto si estaba realizando un giro corto a la derecha hacia la radiobaliza Menges. (Nota:Esto no tiene sentido y se requiere un cheque. La baliza no direccional de Mengeš (MG NDB) está a 4,2 NM del umbral de la RWY 31 y ya se pasó ). La tripulación no respondió y no se estableció más contacto con ellos a pesar de que el ATC continuó llamando. El contacto por radar se perdió a las 00:47 horas hora local. Los servicios de rescate del aeropuerto encontraron los restos de la aeronave en llamas, alrededor de la 01:00 hora local, en el bosque 2,8 km al sureste del umbral de la RWY 31 y 0,7 km a la derecha (noreste) de la línea central extendida de la pista. (ver figura 2)

## Conclusiones
El parte oficial indicó que la causa probable del accidente fue la falta del piloto al mando para poner su altímetro en el QFE 968 mb de acuerdo con la información pasada por el ATC. La diferencia entre las presiones QNH (1011 mb) y QFE (968 mb) transmitidas a la aeronave por el ATC se correlaciona con la diferencia de altitud de aprox. 1100 ft. El altímetro del copiloto se encuentra fijado en 1005,5 mb que no es ninguno de los dos valores de presión indicados por ATC. (Toda la aproximación al aeropuerto se realizó como si el altímetro se hubiera ajustado al QNH, y resultó en que la aproximación fue aproximadamente 1100 pies más baja que las altitudes de seguridad de procedimiento, lo que hizo que la aproximación fuera demasiado baja. Esta oración debe verificarse )
Como el error del altímetro pasó desapercibido para ambos pilotos y debido a que no estaban realizando las comprobaciones cruzadas de los dos altímetros, de acuerdo con el correspondiente manual de instrucciones del manual de operaciones adjunto No. 15, el error no fue corregido. Aunque era una noche de luna, debido al terreno boscoso sobre el que volaban, la tripulación no pudo distinguir ningún hito visual que pudiera advertirles de que volaban bajo.
Es posible que una ilusión óptica también haya contribuido al accidente. El avión se acercaba a la pista desde el sureste, con rumbo 310. La pista está situada en una suave pendiente que sube hacia el noroeste. Si la tripulación confiaba en señales visuales, lo que parece muy probable, podrían haber calculado mal el ángulo de aproximación. Combinado con las lecturas de altitud falsas y el bosque oscuro debajo, la ilusión habría dado la impresión de estar más arriba de lo que estaban. Si los pilotos alguna vez notaron su error, era demasiado tarde para salvar el avión. Su desprecio por los procedimientos de la lista de verificación y el manual de operaciones para la aproximación y el aterrizaje puede explicarse por el hecho de que la aproximación final se llevó a cabo en una noche de luna llena, con tiempo en calma, con una visibilidad de aprox. 12 NM, lo que redujo la tripulación'